# Lsjbot

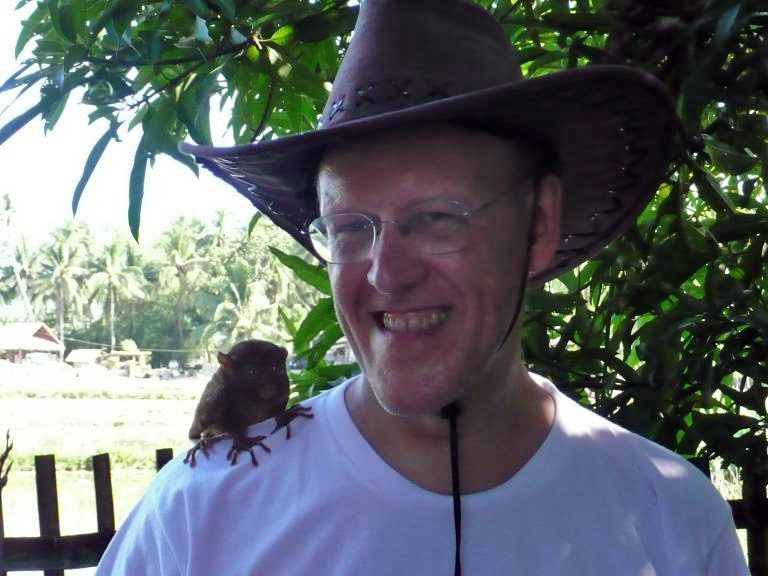
スヴェルケル・ヨーハンソン

Lsjbotは、Wikipediaの記事を自動生成するプログラムであり、スウェーデン語版ウィキペディアのために物理学者スヴェルケル・ヨーハンソンによって作成されたウィキペディアボットである。

## 概要
名前の由来は、作成者であるヨーハンソンの本名(Lars Sverker Johansson)の頭文字から来ている。
ヨーハンソンは言語学、土木工学、経済学、素粒子物理学の学位を持つ科学教師である。彼の作ったボットはウィキペディアにおいて編集や記事作成を行なう。多い日には1日1万の記事を作成し、2014年7月時点で作成した記事数は270万に達し、この数はウィキペディア全体の記事数の8.5%におよぶ。あまり知られていない動物や昆虫についての記事や、スウェーデン語版でフィリピンの小さな街に関する記事を多く作成する。

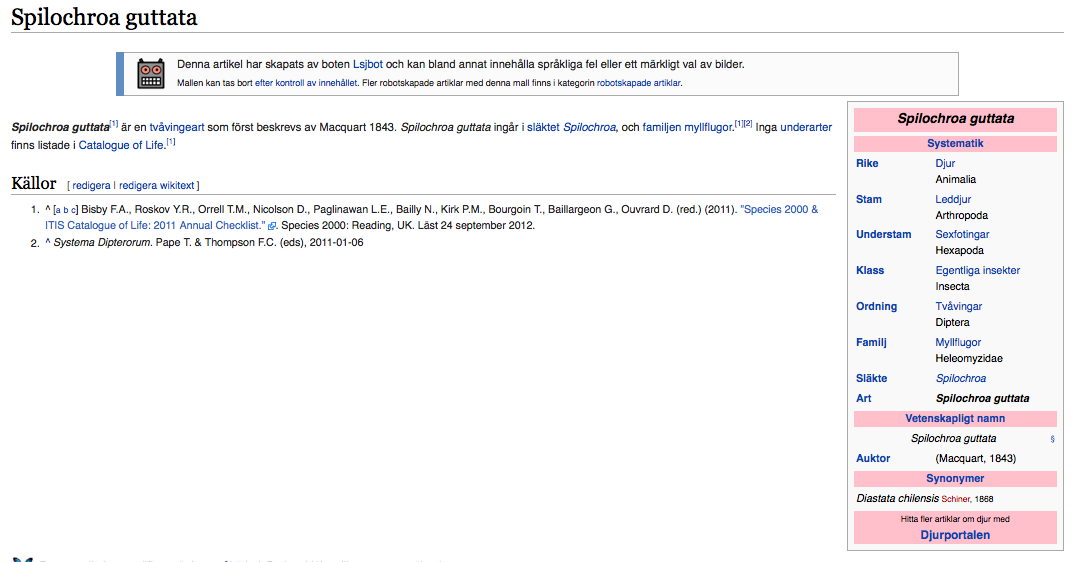
Lsjbotが作った典型的な記事

作成した記事の1/3はスウェーデン語版で、残りの2/3はヨーハンソンの妻の出身地フィリピンの言語のうちワライ語版とセブアノ語版である。2013年6月15日に、スウェーデン語版ウィキペディアが100万記事を達成した時、そのうち半数近くの454,000がLsjbotによって作成された記事だった。セブアノ語版とワライ語版ウィキペディアでは閲覧可能な記事の大部分を作成している。ボットが作る短く単調な記事に対して批判があるが、ヨーハンソンは「Lsjbotの作成した記事には十分すぎる価値がある」と反論する。